# Liste der Generalobersten und Großadmirale Österreich-Ungarns

Uniform eines Generalobersten (hier Friedrich Freiherr von Georgi, 1918)

Dienstgradabzeichen eines Generaloberst nach der Zirkularverordnung vom 13. September 1915

Die Liste der Generalobersten und Großadmirale Österreich-Ungarns enthält Generale der Gemeinsamen k.u.k Armee, die bis in den Rang eines Generaloberst (ungarisch Vezérezredes) aufstiegen oder diesen Dienstgrad während ihrer Karriere zeitweilig innehatten. Ebenso sind die Großadmirale der k.u.k. Kriegsmarine erfasst, da diese den Generalobersten im Rang gleichgestellt waren.

## Geschichte
Die Dienststellung „General-Oberst“ war bereits ab dem 16. Jahrhundert bekannt, wo sie den befehlsführenden Offizier über das Fußvolk bezeichnete. Sie ist in diesem Zusammenhang älter als der einzelne Begriff „General“. Nachdem der Titel eines Generalobersten 1854 in Preußen wieder eingeführt worden war, hatte er sich dort bald zu einem regulären Dienstgrad zwischen dem Vollgeneral und dem Ehrenrang Generalfeldmarschall entwickelt. Dies hatte mit der Einteilung des Deutschen Reiches in Armee-Inspektionen zu tun, die oberhalb der Korps-Ebene, aber unterhalb der Heeresführungsspitze angesiedelt waren und deren Inhaber als designierte Armeeführer im Kriegsfalle einen Rang erhalten sollten, der dieser herausgehobenen Dienststellung gerecht wurde. In der k.u.k. Generalität gab es wegen anderer organisatorischer Verhältnisse einen solchen Dienstgrad ursprünglich nicht. Hier war der (Voll-)General (der Kavallerie, der Infanterie oder Feldzeugmeister) der höchste reguläre Dienstgrad, der zunächst mit der Führung von Korps, später Armeen oder Armeegruppen einherging. Darüber befand sich nur noch der seltene Rang des Feldmarschall, von denen es bei Ausbruch des Ersten Weltkrieges jedoch keinen aktiven gab.
Dies führte schon bald zu Komplikationen. Als die k.u.k Armee im Ersten Weltkrieg mit dem Heer des deutschen Kaiserreiches an der Ostfront kooperieren musste, machte sich das Fehlen einer Rangstufe bemerkbar. Es kam zu Kompetenzstreitigkeiten zwischen deutschen und österreichischen Dienststellen, was letztlich den Ausschlag dafür gab, dass auch im k.u.k. Heer der Dienstgrad eines Generalobersten eingeführt wurde. So sollte im September/Oktober 1914 die neu aufgestellte deutsche 9. Armee unter General der Artillerie Richard von Schubert die österreichische Front stützen. Das k.u.k. Armeeoberkommando forderte, die deutschen Truppen ihrer Leitung, d. h. derjenigen von General der Infanterie Franz Conrad von Hötzendorf zu unterstellen. Auch der nominelle Oberkommandierende der österreich-ungarischen Streitkräfte Friedrich von Österreich-Teschen war General der Infanterie. Da es den deutschen Führungsstellen widerstrebte, ihre Truppen unter ein fremdes Kommando zu stellen, wurde anstatt General Schubert einfach Paul von Hindenburg zum Oberbefehlshaber der 9. Armee ernannt. Dieser war Generaloberst und damit sowohl dem Chef des k.u.k. Generalstabes als auch dem k.u.k. Oberkommandierenden im Rang übergeordnet. Unter Berufung auf diese Tatsache lehnte die Oberste Heeresleitung (OHL) eine Unterstellung letztlich ab.
Aber auch sonst erwies sich die Rangstruktur als unpraktikabel zur langfristigen Führung von Massenheeren, in denen anders als zuvor angenommen zwischen den Armeekommandos und dem Armeeoberkommando oft eine weitere Führungsebene eingeschoben werden musste. Erstmals trat dieses Problem im Mai 1915 auf als beim Kriegseintritt Italiens die beiden österreich-ungarischen Truppengruppierungen an der Front (Armeegruppe Rohr und 5. Armee) beide von einem Vollgeneral befehligt wurden. Der designierte Oberbefehlshaber dieser neuen Südwestfront, Erzherzog Eugen von Österreich-Teschen, war selbst nur Vollgeneral und rangierte im Dienstalter sogar hinter den ihm unterstellten älteren Generalen. Eine Beförderung zum Feldmarschall bot sich nicht an, denn damit hätte er auf der gleichen Stufe wie der Oberkommandierende der k.u.k. Streitkräfte, der diesen Rang seit Dezember 1914 innehatte, gestanden. Kurzerhand wurde der Erzherzog daher am 22. Mai 1915 zum ersten Generaloberst in der Geschichte der k.u.k. Monarchie ernannt. Einen Monat darauf wurde auch Generalstabschef Conrad von Hötzendorf in diesen Rang erhoben. Offiziell geschah dies in Anerkennung seiner Verdienste in der Schlacht von Gorlice-Tarnów, inoffiziell half diese Maßnahme jedoch auch bei dem Problem der Unterstellung deutscher Truppen, wie der Südarmee, die von einem Vollgeneral befehligt wurde. Allerdings sahen die Regularien der k.u.k. Streitkräfte diesen neuen Rang noch nicht vor. Die offizielle Einführung erfolgte im September 1915. Am 13. September 1915 legte die Zirkularverordnung Abt. 13, Nr. 55340 die Rangabzeichen des neuen Ranges fest; die ersten regulären Beförderungen erfolgten im Februar 1916. Bis zur Demobilisierung der Armee am 11. November 1918 erreichten 25 Offiziere diesen Dienstgrad als höchste Stufe ihrer militärischen Laufbahn. Weitere acht Generaloberste wurden darüber hinaus später noch zum Feldmarschall ernannt während Karl I. als Kaiser ab dem 2. Dezember 1916 automatisch zum Oberkommandierenden der Bewaffneten Macht und ranghöchsten Soldat aufstieg. Damit stellten die wesentlich kleineren k.u.k. Streitkräfte etwa ebenso viele Generalobersten wie die Streitkräfte des Deutschen Kaiserreiches.

## Liste der Generalobersten
| - Ernennung gibt das Datum der offiziellen Ernennung zum Generaloberst an. - Rangdienstalter gibt das Datum an unter dem die beförderten Offiziere in die Dienstalterslisten eingetragen wurden. Dieses kann vom Ernennungsdatum stark variieren. - Anmerkungen gibt Hintergründe zur Laufbahn und Dienststellung des Offiziers an und soll die Ernennung in einen Kontext einbetten. - Die Zeilen derjenigen Offiziere, die später noch zum Feldmarschall befördert wurden und die deshalb nur zeitweilig als Generalobersten chargierten, wurden zur besseren Kenntlichmachung grau hinterlegt. |

| Bild | Name                                            | geb.          | gest.         | Ernennung     | Rangdienstalter | Anmerkungen |
| ---- | ----------------------------------------------- | ------------- | ------------- | ------------- | --------------- | --- |
|      | Arthur Arz von Straußenburg                     | 16. Juni 1857 | 1. Juli 1935  | 26. Feb. 1918 | 9. Feb. 1918    | Sohn eines evangelischen Geistlichen, begann den Krieg als Feldmarschall-Leutnant im Kriegsministerium. Nach Stellungen als Korps- und Armeekommandant gegen Russland, Serbien und Rumänien wurde er im Februar 1917 neuer Chef des Generalstabes. |
|      | Friedrich Graf von Beck-Rzikowsky               | 21. März 1830 | 9. Feb. 1920  | 26. Feb. 1916 | 26. Feb. 1916   | Beck war als Generalstabsoffizier Veteran der Revolutionskämpfe 1848/49 sowie des Sardinischen und des Deutschen Krieges. Nachdem er Leiter der k.u.k. Militärkanzlei (1867) und Generaladjutant des Kaisers (1874) gewesen war, blieb er von 1881 bis 1906 Chef des Generalstabes. Danach hatte er nur noch Ehrenposten inne. |
|      | Arthur Heinrich Freiherr von Bolfras            | 16. Apr. 1838 | 19. Dez. 1922 | 28. Feb. 1916 | 26. Feb. 1916   | Bolfras war als Truppen- und Generalstabsoffizier Veteran des Sardinischen und des Deutschen Krieges. Von 1889 bis 1917 war er Leiter der k.u.k. Militärkanzlei und Generaladjutant des Kaisers. Er stieg 1904 in den Freiherrnstand auf. |
|      | Viktor Graf Dankl von Krasnik                   | 18. Sep. 1854 | 8. Jan. 1941  | 9. Mai 1916   | 1. Mai 1916     | Als Kommandant der k.u.k. 1. Armee Sieger in der Schlacht von Kraśnik (1914), wurde Dankl im Mai 1915 mit der Verteidigung Tirols betraut. Im Jahr 1916 errang er als Kommandant der k.u.k. 1. Armee weitere Erfolge gegen Italien und wurde 1918 als stellvertretender Kommandant der Arcièren-Leibgarde, in den Grafenstand erhoben. |
|      | Friedrich Freiherr von Georgi                   | 27. Jan. 1852 | 23. Juni 1926 | 6. Mai 1916   | 1. Mai 1916     | Ab 1907 war Georgi k.k. Landesverteidigungsminister und wurde 1912 in den Freiherrnstand erhoben. Im Ersten Weltkrieg war er maßgeblich für die Organisation der österreich-ungarischen Kriegsanstrengungen verantwortlich. Im Jahr 1918 zog er sich aus den politischen und militärischen Geschäften zurück. |
|      | Leopold Freiherr von Hauer                      | 21. Jan. 1854 | 3. Mai 1933   | 12. Aug. 1917 | 1. Aug. 1917    | Aus einer traditionsreichen Offiziersfamilie stammend machte er Karriere als Kavallerist. In den Jahren 1914 bis 1917 führte er verschiedene Kavalleriedivisionen und Korps, teils unter deutschem Oberbefehl. Ab Herbst 1917 ohne Kommando zog er sich nach Budapest zurück und wurde nach dem Ersten Weltkrieg ungarischer Staatsbürger. |
|      | Samuel Freiherr von Hazai                       | 26. Dez. 1851 | 13. Feb. 1942 | 11. Aug. 1917 | 1. Nov. 1916    | Geboren als Sohn jüdischer Eltern namens Samu Khon, stieg Hazai 1910 zum k.u. Honvédminister auf. Im Jahr 1912 erfolgte die Ernennung zum Baron. Während des Krieges übte er zudem die Funktion des Chefs des Ersatzwesens aus. Nach dem Ersten Weltkrieg ließ er sich in Budapest nieder und wurde ungarischer Staatsbürger. |
|      | Karl Georg Graf Huyn                            | 18. Nov. 1857 | 21. Feb. 1938 | 14. Mai 1917  | 1. Mai 1917     | Ursprünglich Kavallerist, wurde Huyn nach der Ausbildung zum Generalstabsoffizier zeitweise als Militärattaché in Rumänien verwendet. Ab 1912 war er General-Kavallerie-Inspektor. Er führte das XVII. Korps in der Schlacht von Komarów (1914) und wurde vom Kommando enthoben und erst 1917 als Militärgouverneur von Galizien wieder verwendet. |
|      | Karl Graf von Kirchbach auf Lauterbach          | 20. Mai 1856  | 20. Mai 1939  | 11. Nov. 1916 | 1. Nov. 1916    | Aus einer alten Offiziersfamilie stammend war er zwischen 1914 und 1916 Kommandant verschiedener Korps und Armeegruppen und diente an der Ost- und Italienfront. Nach dem Kommando über verschiedene Armeen und dem Aufstieg in den Grafenstand (1917) wurde er Militärkommandant sämtlicher Truppen im Gouvernement Cherson und danach kurzzeitig Inspektor der k.u.k. Truppen an der Westfront.                                                     |
|      | Karl Křitek                                     | 24. Okt. 1861 | 3. Sep. 1928  | 16. Mai 1916  | 1. Mai 1916     | Nach einer Karriere als Generalstabsoffizier befehligte er 1914 bis 1916 verschiedene Divisionen und Korps an der Ost- und Italienfront, bevor er 1917/18 Kommandant der 3. Armee später der 7. Armee wurde. Anschließend wurde er im Frühjahr 1918 vom Kommando enthoben. |
|      | Hermann Kusmanek von Burgneustädten             | 16. Sep. 1860 | 7. Aug. 1934  | 15. Mai 1917  | 1. Mai 1917     | Kusmanek diente als Generalstabsoffizier und im Kriegsministerium. Bei Ausbruch des Ersten Weltkrieges wurde er Festungskommandant von Przemyśl. Die Festung wurde 1914 eingeschlossen und erobert, wobei Kusmanek mit 120.000 Mann in Gefangenschaft geriet. Er kehrte erst 1918 zurück, wurde für die Verteidigung Przemyśls aber geehrt. |
|      | Hugo Martiny von Malastów                       | 13. Feb. 1860 | 30. Nov. 1940 | 10. Mai 1918  | 1. Mai 1918     | Nach einer Karriere als Generalstabsoffizier war Martiny 1914 Divisionskommandant. Im Jahr darauf befehligte er ein Korps und wurde 1916 Militärkommandant von Graz sowie Inspekteur der Militär-Erziehungs- und Bildungsanstalten. Nach weiteren Korpskommandos 1917/18 an der Italienfront geriet er dort 1918 in Gefangenschaft. |
|      | Karl I.                                         | 17. Aug. 1887 | 1. Apr. 1922  | 1. Nov. 1916  | 1. Nov. 1916    | Zunächst zum Offizier ausgebildet, wurde Karl 1906 nach Franz Ferdinand Thronfolger Österreich-Ungarns. Nur wenig politisch und militärisch einbezogen wurde er 1916 Kommandant eines Korps und danach neuer Kaiser. Er übernahm den Oberbefehl und suchte bald den Friedensschluss. |
|      | Joseph Ferdinand von Österreich-Toskana         | 24. Mai 1872  | 26. Aug. 1942 | 26. Feb. 1916 | 26. Feb. 1916   | Der Erzherzog machte Karriere als Truppenoffizier und war Anhänger der neuen Luftfahrttechnik. Er begann den Ersten Weltkrieg als Korpskommandant an der Ostfront, wo er bald (1914) die 4. Armee übernahm, bevor er Generalinspektor der k.u.k. Luftfahrtruppen (1916) wurde. Später von der Gestapo (1938) inhaftiert. |
|      | Leopold Salvator von Österreich-Toskana         | 15. Okt. 1863 | 4. Sep. 1931  | 20. Mai 1916  | 20. Mai 1916    | Leopold Salvator war technisch vielleitig begabt. Nach verschiedenen Truppenkommandos wurde der Erzherzog von Österreich 1907 zum General-Artillerie-Inspektor ernannt. In dieser Funktion stand er bis zu seiner Entlassung 1918. Er lebte anschließend bis 1930 in Barcelona. |
|      | Eduard Graf von Paar                            | 5. Dez. 1837  | 1. Feb. 1919  | 27. Feb. 1916 | 26. Feb. 1916   | Als Sohn aus adeligem Haus war Paar 1866–1869 Ordonnanzoffizier bzw. Flügeladjutant Kaiser Franz Josephs. Nach einer Zeit als Truppenkommandant wurde er 1887 Generaladjutant und hatte somit großen Einfluss auf Entscheidungen den Kaisers. Erst 1917 schied er aus dem aktiven Dienst aus und wurde 1918 in den Ruhestand versetzt. |
|      | Karl Freiherr von Pflanzer-Baltin               | 1. Juni 1855  | 8. Apr. 1925  | 8. Mai 1916   | 1. Mai 1916     | Zunächst Kavallerie- und Generalstabsoffizier erreichte er die Stellung eines Generalinspektors der Korpsoffiziersschulen. Während des Ersten Weltkrieges führte er an der Ostfront ein Korps, später die 7. Armee, bevor er 1916 auf Druck der Obersten Heeresleitung entlassen wurde. Im Folgejahr reaktiviert befehligte er die Heeresgruppe Albanien und war Generalinspektor der k.u.k. Fußtruppen.                                              |
|      | Paul Freiherr Puhallo von Brlog                 | 21. Feb. 1856 | 12. Okt. 1926 | 13. Mai 1916  | 1. Mai 1916     | Kroatischer Abstammung wurde Puhallo Artillerie- und Generalstabsoffizier sowie Kommandanten der k.u.k. Kriegsschule. Im Ersten Weltkrieg kommandierte er zunächst ein Korps (1914), dann die 1. Armee (1915) an der Ostfront. Obwohl seit 1916 nicht mehr verwendet, erhielt er die Erhebung in den Freiherrnstand (1917). Nach dem Krieg lebte er zeitweise in Jugoslawien.                                                                         |
|      | Adolf Freiherr von Rhemen zu Barensfeld         | 22. Dez. 1855 | 11. Jan. 1932 | 13. Mai 1917  | 1. Mai 1917     | Der Sohn eines Generals diente zunächst als Infanterie-Generalstabsoffizier. Zwischen 1913 und 1916 kommandierte er ein Korps an der Ostfront und auf dem Balkan, bevor er zum Generalgouverneur in Serbien ernannt wurde und dies bis 1918 blieb. |
|      | Josef Freiherr Roth von Limanowa-Łapanów        | 12. Okt. 1859 | 9. Apr. 1927  | 25. Feb. 1918 | 1. Feb. 1918    | Als Sohn eines Offiziers gelangte Roth selbst in den Generalstabsdienst und wurde Kommandant der Theresianischen Militärakademie (1910), bevor er zu Beginn des Ersten Weltkrieges nacheinander Kommandant einer Division, eines Korps und einer Armeegruppe an der Ostfront wurde. Ab 1915 kommandierte er erneut Abschnitte und ein Korps an der Italienfront, hatte daneben noch den Posten eines „Generalinspektor für das Heimkehrerwesen“ inne. |
|      | Stephan Freiherr Sarkotić von Lovćen            | 4. Okt. 1858  | 16. Okt. 1939 | 17. Nov. 1917 | 1. Nov. 1917    | Der Abkömmling einer kroatischen Offiziersfamilie machte Karriere als Truppenoffizier. Als solcher diente er auf dem serbischen Kriegsschauplatz (1914) und wurde dann Militär-Gouverneur von Bosnien und Herzegowina (1915). Neben zahlreichen Unterdrückungsmaßnahmen leitete er den Feldzug gegen Montenegro (1916) und wurde dafür in den Freiherrnstand (1917) erhoben. Auch nach dem Krieg blieb er von Wien aus politisch aktiv.               |
|      | Viktor Graf von Scheuchenstuel                  | 10. Mai 1857  | 17. Apr. 1938 | 16. Nov. 1917 | 1. Nov. 1917    | Stammte aus dem Bürgertum und war bei Kriegsausbruch Feldmarschall sowie Divisionskommandant. Eingesetzt gegen Serbien, Italien und Rumänien, stieg er zum Korpskommandant und später zum Kommandant der 11. k.u.k. Armee auf. Außerdem wurde er in den Grafenstand erhoben. |
|      | Eduard Konrad Fürst von Schönburg-Hartenstein   | 21. Nov. 1858 | 20. Sep. 1944 | 11. Nov. 1918 | 1. Nov. 1918    | Kavallerie- und Generalstabsoffizier wurde Eduard Konrad Militärattaché in Berlin. Er schied 1896 vorübergehend aus dem Militär aus und widmete sich der Politik. Er diente als Kommandant verschiedener Brigaden, Divisionen und eines Korps (1914/16), sowie der 6. Armee (1917/18) an der Ost- und Italienfront. In der Regierung Dollfuß (1933/34) war er Staatssekretär und schließlich Bundesminister für Heereswesen.                          |
|      | Rudolf Freiherr Stöger-Steiner von Steinstätten | 26. Apr. 1861 | 12. Mai 1921  | 11. Mai 1918  | 1. Mai 1918     | Zunächst Artillerie- und Generalstabsoffizier wurde Stöger im Ersten Weltkrieg Divisions- und Korpskommandant (1914/17) an der Ostfront und später in Italien. Im Jahr 1917 stieg er zum k.u.k. Kriegsminister auf und leitete als solcher die Kriegsanstrengungen Österreich-Ungarns. |
|      | Karl Tersztyánszky von Nádas                    | 28. Okt. 1854 | 7. März 1921  | 11. Mai 1916  | 1. Mai 1916     | Ausgebildet als Kavallerie- und Generalstabsoffizier stieg der ungarische Tersztyánszky bis zum Ersten Weltkrieg zum Korpskommandanten auf. Als solche diente er zunächst an der Ostfront (1914) und sollte dann die Offensive gegen Serbien leiten (1915), wurde aber vorzeitig abgelöst. Danach führte er an der Ostfront das Kommando über die 4. Armee, später über die 3. Armee (1916/17).                                                       |
|      | Wenzel Freiherr von Wurm                        | 27. Feb. 1859 | 21. März 1921 | 10. Aug. 1917 | 1. Aug. 1917    | Der Offizierssohn und Generalstabsoffizier diente zu Beginn des Ersten Weltkrieges als Korpskommandant auf dem serbischen Kriegsschauplatz (1914) und danach an der Italienfront (1915/17). Im Jahr 1917 kurzzeitig Kommandant der 4. Armee an der Ostfront übernahm er bald die 1. Isonzoarmee gegen Italien. |
|      | Eduard Freiherr von Böhm-Ermolli                | 21. Feb. 1856 | 9. Dez. 1941  | 7. Mai 1916   | 1. Mai 1916     | Sohn eines verdienten Offiziers, wurde er Generalstabsoffizier und bis 1914 Korpskommandant. Danach befehligte er die 2. Armee gegen Serbien und an der Ostfront, wo er ab Oktober 1916 eine Heeresgruppe leitete. Im Januar 1918 zum Feldmarschall befördert, wurde er im Mai abgelöst. |
|      | Svetozar Boroëvić von Bojna                     | 13. Dez. 1856 | 23. Mai 1920  | 10. Mai 1916  | 1. Mai 1916     | Sohn eines serbisch-kroatischen Unteroffiziers, stieg schnell zum Generalstabsoffizier auf und wurde 1905 geadelt. Zunächst Korpskommandant an der Ostfront, übernahm er dort im September 1914 die 3. Armee, bevor er an der Italienfront die 5. Armee übernahm. Hier wurde er im Januar 1918 Feldmarschall und blieb nach dem Waffenstillstand in Österreich.                                                                                       |
|      | Franz Conrad von Hötzendorf                     | 11. Nov. 1852 | 25. Aug. 1925 | 23. Juni 1915 | 23. Juni 1915   | Aus adeliger Offiziersfamilie stammend, war er ab 1906 mit kurzer Unterbrechung Chef des Generalstabes der Armee. Versuchte sich aggressiv in die Außenpolitik einzubringen, leitete die ersten Operationen aber eher unglücklich. Im März 1917 entlassen, übernahm er später den Befehl über die Südwestfront gegen Italien, wo er im Juli 1918 erneut abgelöst wurde.                                                                               |
|      | Hermann Baron Kövess von Kövessháza             | 30. März 1854 | 22. Sep. 1924 | 26. Feb. 1916 | 1. März 1916    | Der Offizierssohn wurde Generalstabsoffizier und stieg bis 1914 zum Korpskommandanten an der Ostfront auf. Danach führte er die 3. Armee auf dem Balkan. Nach kurzem Einsatz gegen Italien übernahm er die 7. Armee an der Ostfront, später eine Heeresgruppe. Wurde noch im November 1918 letzter Armeeoberkommandant, nachdem er zuvor die Besatzungstruppen auf dem Balkan befehligt hatte.                                                        |
|      | Alexander Freiherr von Krobatin                 | 12. Sep. 1849 | 27. Dez. 1933 | 26. Feb. 1916 | 29. Feb. 1916   | Als Artillerieexperte seit 1896 im Kriegsministerium, wurde er 1912 Kriegsminister. Er trat im Zusammenhang mit einem Skandal im April 1917 zurück und übernahm die 10. Armee an der Italienfront. Dort im November 1917 Feldmarschall geworden, leitete er ab Oktober 1918 kurzzeitig noch eine Heeresgruppe und zog sich dann ins Privatleben zurück.                                                                                               |
|      | Joseph August von Österreich                    | 7. Aug. 1872  | 6. Juli 1962  | 1. Nov. 1916  | 1. Nov. 1916    | Als Offizier der Honved kommandierte er 1914 das VII. Korps an der Ostfront. 1915 in Italien eingesetzt, übernahm er 1916 die Truppen in Ostsiebenbürgen gegen Rumänien und befehligte später eine Heeresgruppe in Tirol. Nach kurzem Kommando über die Truppen auf dem Balkan wurde er Ende Oktober 1918 Statthalter in Ungarn. |
|      | Eugen von Österreich-Teschen                    | 21. Mai 1863  | 30. Dez. 1954 | 22. Mai 1915  | 22. Mai 1915    | Mit 38 Jahren bereits General, verließ er 1911 den Militärdienst und kehrte erst 1914 zurück. Im Mai 1915 übernahm er die Südwestfront gegen Italien, die im März 1916 zu einer Heeresgruppe erweitert wurde. Im November 1916 wurde er Feldmarschall, aber im Dezember 1917 aus dem Dienst entlassen. |
|      | Franz Baron Rohr von Denta                      | 27. Jan. 1852 | 23. Juni 1926 | 5. Mai 1916   | 1. Mai 1916     | Der Offizierssohn stieg bis 1914 zum kommandierenden General der Honved auf und übernahm bei Kriegsbeginn das Kommando an der italienischen Grenze. Er befehligte ab Mai 1915 erst eine Armeegruppe, schließlich die 11. Armee und wechselte 1917 zur Ostfront, wo er die 1. Armee befehligte. Er wurde zum Baron erhoben und im Januar 1918 Feldmarschall.                                                                                           |

## Liste der Großadmirale
In der k.u.k. Kriegsmarine Österreich-Ungarns wurde der Dienstgrad des Großadmirals erst 1916 geschaffen. Im System der österreichisch-ungarischen "Rangklassen" gehörte ein k.u.k. Großadmiral der 2. Rangklasse an und war somit einem k.u.k. Generalobersten gleichgestellt; beide standen unterhalb der 1. Rangklasse mit dem Dienstgrad eines k.u.k. Feldmarschalls.
Einen eigenen Dienstgrad der 1. Rangklasse (der einem k.u.k. Feldmarschall gleichwertig gewesen wäre) gab es in der k.u.k. Kriegsmarine nicht. Dieser Umstand stellte einen erheblichen Unterschied zum Rangsystem der deutschen Kaiserlichen Marine dar.  Unterhalb der 2. Rangklasse stand in Österreich-Ungarn die 3. Rangklasse, deren Offiziere in der k.u.k. Kriegsmarine den Dienstgrad eines (Voll-)Admirals und in den Landstreitkräften den eines "Generals der Infanterie", "Generals der Kavallerie" oder "Feldzeugmeisters" führten.
Erster und einziger regulärer k.u.k. Großadmiral war Anton Haus als Oberbefehlshaber der österreichisch-ungarischen Kriegsmarine. Seine Nachfolger in diesem Amt erreichten diesen Dienstgrad  nicht mehr. Lediglich Kaiser Karl I. führte in seiner Eigenschaft als Oberkommandierender der Streitkräfte Österreich-Ungarns u. a. auch diesen Dienstgrad. Die beiden anderen Ernennungen zum k.u.k. Großadmiral erfolgten ehrenhalber und betrafen Heinrich Prinz von Preußen und Kaiser Wilhelm II. Prinz Heinrich war zuvor 1906 bis 1909 Kommandeur der deutschen Hochseeflotte gewesen. Er blieb der einzige Offizier, der in zwei Marinen den Dienstgrad eines Großadmirals erreichte.
| Bild | Name                          | geb.          | gest.         | Ernennung     | Rangdienstalter | Anmerkungen |
| ---- | ----------------------------- | ------------- | ------------- | ------------- | --------------- | --- |
|      | Anton Haus                    | 13. Juni 1851 | 8. Feb. 1917  | 12. Mai 1916  | 12. Mai 1916    | Haus trat 1869 in die k.u.k. Marine ein und wirkte lange als Lehrer an der Marineakademie Fiume. Im Jahre 1901 übernahm er das Kommando über einen Panzerkreuzer und nahm an der Niederschlagung des Boxeraufstandes teil. Im Jahre 1907 nahm er an der Haager Konferenz teil. Ab 1912 diente er als Flotteninspekteur und im Jahr darauf als Oberkommandant der k.u.k. Kriegsmarine. Im Jahr 1915 operierte er erfolgreich in der Adria gegen die italienische Truppen. Er verstarb 1917 an Lungenentzündung auf seinem Flaggschiff.                                                         |
|      | Heinrich Prinz von Preußen    | 14. Aug. 1862 | 20. Apr. 1929 | 9. Okt. 1916  | 9. Okt. 1916    | Der Bruder Kaiser Wilhelms II. trat 1877 in die Kaiserliche Marine ein, machte eine Reise nach Japan und legte 1880 seine Seeoffiziersprüfung ab. Er besuchte anschließend die Marineakademie und -schule und kommandierte bis 1895 verschiedene Schiffseinheiten, dann Schiffsverbände, darunter das Ostasiengeschwader. Im Jahr 1903 wurde er Chef der Marinestation der Ostsee und 1906 Kommandant der Hochseeflotte sowie 1909 deutscher Großadmiral. Im Ersten Weltkrieg diente er 1914 bis 1917 Oberbefehlshaber der Ostseestreitkräfte und schied im November 1918 aus dem Dienst aus. |
|      | Karl Erzherzog von Österreich | 17. Aug. 1887 | 1. Apr. 1922  | 1. Nov. 1916  | 1. Nov. 1916    | Zunächst zum Offizier ausgebildet, wurde Karl 1906 nach Franz Ferdinand Thronfolger Österreich-Ungarns. Nur wenig politisch und militärisch einbezogen wurde er 1916 Kommandant eines Korps und danach neuer Kaiser. Er übernahm den Oberbefehl und suchte bald den Friedensschluss. |
|      | Wilhelm II., Deutscher Kaiser | 27. Jan. 1859 | 4. Juni 1941  | 22. Feb. 1917 | 22. Feb. 1917   | Wilhelm trat 1877 in den Militärdienst ein und wurde Hauptmann. Daneben besuchte er die Universität. Neben dem Militärdienst sollte er sich immer wieder in zivilen Behörden fortbilden. Im Jahre 1888 wurde er zum neuen Kaiser des Deutschen Reiches. Von 1898 bis 1900 förderte er gezielt den Aufbau einer schlagkräftigen Schlachtflotte, was zum Wettrüsten mit Großbritannien führte. |